# Absolution (comics)
Pour les articles homonymes, voir Absolution.
Absolution est un roman graphique américain de Batman réalisé par John Marc DeMatteis et Brian Ashmore.

## Synopsis
Dix ans après qu'un terroriste a fait sauter une bombe dans une société de Bruce Wayne, Batman retrouve sa trace en Inde et parcourt le pays pour le retrouver.

## Personnages
- Batman/Bruce Wayne

## Éditions
- 2006 : Absolution (Panini Comics, collection DC Icons) : première édition française